# Esymus helenaeliviae
Esymus helenaeliviae är en skalbaggsart som beskrevs av Dellacasa och Riccardo Pittino 1985. Esymus helenaeliviae ingår i släktet Esymus och familjen Aphodiidae. Inga underarter finns listade i Catalogue of Life.